# هاینز گیلگن
هاینز گیلگن (انگلیسی: Heinz Gilgen؛ زادهٔ) دوچرخه‌سوار اهل سوئیس است.